# کریل جنوبگان
کریل جنوبگان (نام علمی: Euphausia superba) گونه‌ای کریل است که در آب‌های جنوبگانی اقیانوس منجمد جنوبی زندگی می‌کند. این سخت‌پوست کوچک در دسته‌هایی با شمار فراوان یافت می‌شود؛ دسته‌هایی که چگالیشان به ۳۰۰۰۰۰–۱۰۰۰۰ عدد کریل در یک متر مکعب می‌رسد. کریل جنوبگان به صورت مستقیم از فیتوپلانکتون‌های ریز تغذیه می‌کند. طول این جانور به ۶ سانتی‌متر و وزنش به ۲ گرم می‌رسد و می‌تواند تا شش سال عمر کند. گونه کریل از جانوران کلیدی زیست‌بوم جنوبگان است و بر حسب جرم زیستی، نخستین جانور پرتعداد در جهان به‌شمار می‌رود که وزن کل جرم زیستیش به ۵۰۰ میلیون تن می‌رسد.
این جاندار جزو جانورانی است که توانایی زیست‌تابی دارند.

دُم‌زنی کریل جنوبگان به هنگام احساس خطر.